# IC 1966
IC 1966 је спирална галаксија у сазвјежђу Часовник која се налази на листи објеката дубоког неба у Индекс каталогу.
Деклинација објекта је - 51° 19' 20" а ректасцензија 3h 34m 3,3s. Привидна величина (магнитуда) објекта IC 1966 износи 14,8 а фотографска магнитуда 15,6. IC 1966 је још познат и под ознакама ESO 200-42, PGC 13206.